# Ulmerochorema
Ulmerochorema is een geslacht van schietmotten van de familie Hydrobiosidae.

## Soorten
- U. breve (Mosely, 1953)
- U. lentum A Neboiss, 1962
- U. luxaturum A Neboiss, 1962
- U. membrum A Neboiss, 1962
- U. onychion A Neboiss, 1977
- U. rubiconum A Neboiss, 1962
- U. seonum (Mosely, 1953)
- U. stigmum (Ulmer, 1916)
- U. tasmanicum (Mosely, 1953)